# Бороздна, Василий Петрович
Василий Петрович Бороздна (1793 — 1850-е) — действительный статский советник, автор «Описания путешествия Российского посольства в Персию». Иван Петрович и Николай Петрович Бороздна были его младшими братьями.

## Биография
Происходил из старинного малорусского дворянского рода Бороздны. Родился в родовом имении — селе Медведове, Стародубского уезда, 18 февраля (1 марта) 1793 года в семье коллежского советника, новозыбковского маршала дворянства Петра Ивановича Бороздны (1765—1820) и Екатерины Григорьевны Кулябко-Корецкой.  В 1799 году, по обычаям того времени, был зачислен на службу — канцеляристом в стародубский подкоморский  суд. С 1802 года состоял на службе по делам маршала Новозыбковского повета и 16 сентября 1813 года в отставку, чтобы спустя год, 28 августа 1814 года определиться на службу в Коллегию иностранных дел. Здесь Бороздна состоял чиновником при канцелярии посольства, отправившегося в 1816 году, во главе с А. П. Ермоловым, в Персию. Из этого путешествия Бороздна возвратился в апреле 1818 года.
По возвращении в Россию, Бороздна в чине коллежского асессора и кавалером ордена Св. Анны 3-й степени (19.02.1818) и персидского ордена Льва и Солнца 2-й степени, вышел в отставку, и в дальнейшем служил по выборам дворянства — в качестве подкомория Новозыбковского уезда. В 1821 году он издал свои путевые записки «Краткое описание путешествия Российско-Императорского Посольства в Персию» (до этого ещё в 1814 году Бороздна стал известен как автор «Видения престарелого сибирского жреца во время народной битвы при Лейпциге 1814 г.»); 16 октября 1831 года был награждён орденом Св. Владимира 4-й степени.
В 1837 году Бороздна вновь вступил на государственную службу — 16 января он был назначен в государственный заемный банк. С 25 мая 1840 года В. П. Бороздна был чиновником особых поручений 7-го класса при Министерстве финансов, с 3 сентября 1843 года — директором 1-го отделения экспедиции государственных кредитных билетов. С 25 мая 1844 года — статский советник; 10 сентября 1839 года получил орден Св. Станислава 2-й степени, 18 сентября 1843 года — Св. Анны 2-й степени, 22 августа 1840 года — знак отличия за XXX лет службы.
Умер в чине действительного статского советника в 1850-х годах.

## Рекомендуемая литература
- «Содействовать благу Отечества!»: произведения / Василий Бороздна. — Клинцы: Клинцовская гор. тип., 2015. — 183 с. : ил., портр., факс. — ISBN 978-5-88898-523-6. — 300 экз.